# Aftermath (2017)
Aftermath is een Amerikaanse drama-thriller uit 2017, geregisseerd door Elliott Lester. De hoofdrollen worden vertolkt door Arnold Schwarzenegger, Scoot McNairy en Maggie Grace. De film is gebaseerd op gebeurtenissen en mensen rond de Überlingen-botsing in de lucht van een passagiersvliegtuig met een vrachtvliegtuig in 2002, hoewel de namen, plaatsen, nationaliteiten en incidenten zijn veranderd.

## Verhaal
Bouwvakker Roman Melnyk verliest zijn vrouw, dochter en ongeboren kleinkind bij een botsing tussen twee vliegtuigen. Hij wanhoopt aan dit ongeluk, trekt zich terug uit het leven en verdrinkt zijn verdriet in alcohol. Ook het leven van luchtverkeersleider Jacob "Jake" Bonanos, die op het moment van de aanvaring alleen dienst had in de toren, wordt door het ongeval verwoest. Zijn vrouw Christina verlaat hem omdat ze zijn mentale toestand niet aankan en neemt hun zoon Samuel mee. Een jaar later is Roman er nog steeds kapot van. Wat hem het meest irriteert, is dat geen van de verantwoordelijken spijt heeft van de dood van zijn familie of er zijn excuses voor heeft aangeboden. Van een journalist hoort hij dat Jake nu onder een andere naam in een andere staat woont.
Hij gaat op zoek naar Jake en confronteert hem met zijn wanhoop. Jake is net voor het eerst op bezoek bij Christina en Samuel als Roman voor de deur van zijn appartement staat en hem beschuldigt van de dood van zijn familie. Jake wil van Roman af en bedreigt hem met de politie. Als hij een foto van Romans vrouw en dochter uit zijn hand slaat, raakt Roman in paniek. Roman trekt een mes en steekt Jake neer. Christina en Samuel die op dat moment aanwezig zijn, moeten hulpeloos toekijken hoe hij doodbloedt. Elf jaar later wordt Roman voorwaardelijk vrijgelaten. Zijn eerste weg leidt hem naar de begraafplaats bij het graf van zijn familie.
Daar wordt hij aangesproken door een jonge man die hem uitlegt dat hij de uitgang niet kan vinden. Roman biedt aan om hem te vergezellen. Op weg naar de uitgang zegt de man dat zijn vader hier niet begraven ligt. Op dat moment realiseert Roman zich dat de man Jakes zoon Samuel is. Samuel trekt een pistool, dat hij tegen het hoofd van Roman houdt. Als Roman zegt dat hij het kan begrijpen, dat Samuel hem zou doden, maar dat hij spijt zou krijgen van wat hij gaat doen, laat Samuël hem los. Hij zegt dat hij Roman kan doden, maar dat zal hij niet doen omdat hij niet zo is opgevoed. Hij gaat zitten en vraagt Roman weg te gaan. Terwijl hij op het kerkhof blijft, gaat Roman weg.

## Rolverdeling
| Acteur                | Personage            | Opmerkingen                 |
| --------------------- | -------------------- | --------------------------- |
| Arnold Schwarzenegger | Roman Melnyk         | gebaseerd op Vitaly Kaloyev |
| Scoot McNairy         | Jacob "Jake" Bonanos | gebaseerd op Peter Nielsen  |
| Maggie Grace          | Christina            |                             |
| Judah Nelson          | Samuel               |                             |
| Larry Sullivan        | James Gullick        |                             |
| Jason McCune          | Thomas               |                             |
| Glenn Morshower       | Matt                 |                             |
| Mariana Klaveno       | Eve Sanders          |                             |
| Martin Donovan        | Robert               |                             |
| Hannah Ware           | Tessa                |                             |
| Kevin Zegers          | John Gullick         |                             |
| Lewis Pullman         | oudere Samuel        |                             |

## Productie
Op 23 juni 2015 werd aangekondigd dat Arnold Schwarzenegger zou schitteren in Javier Gullón's actiedramascript 478, dat geproduceerd zou worden door Darren Aronofsky's Protozoa Pictures. Op 4 november 2015 kwam Emmett/Furla/Oasis Films (EFOF) aan boord om de film te financieren en te produceren, samen met Protozoa, die Elliott Lester zou regisseren. Lionsgate Premiere zou de film in eigen land uitbrengen, die zou worden geproduceerd door Protozoa's Aronofsky, Scott Franklin en Eric Watson, en EFOF's Randall Emmett en George Furla, samen met Peter Dealbert. In november 2015 verkocht Highland Film Group de film aan verschillende internationale distributeurs op de American Film Market.
Op 24 december 2015 werd Mariana Klaveno in de film gegoten om Eve Sanders te spelen, een vertegenwoordiger van de luchtvaartmaatschappij die Roman (gespeeld door Schwarzenegger) het nieuws over zijn tragische verlies vertelt. De belangrijkste opnames van de film begonnen op 14 december 2015 in Columbus, Ohio die eerder gepland was om te beginnen op 6 december 2015. De film zou naar verwachting medio januari 2016 worden afgerond.
De originele soundtrack, gecomponeerd door Mark Todd verscheen op 7 april 2017, gelijktijdig met de Amerikaanse en Britse release van de film.

## Ontvangst
Op Rotten Tomatoes heeft Aftermath een waarde van 42% en een gemiddelde score van 5,30/10, gebaseerd op 55 recensies. Op Metacritic heeft de film een gemiddelde score van 44/100, gebaseerd op 13 recensies.